# Pavel Štrunc
Pavel Štrunc (* 6. ledna 1981 Rokycany) je český moderátor a šéfredaktor CNN Prima News.

## Život
Pavel Štrunc se narodil 6. ledna 1981. Vystudoval Filozofickou fakultu Západočeské univerzity v Plzni. Studoval rovněž na Fakultě sociálních věd Univerzity Karlovy, zde ale studium nedokončil. Než v roce 2008 nastoupil do médií, pracoval ve Velké Británii, kde umýval toalety, pracoval v jazykové škole či v barech. Poté působil ve zpravodajské televizi Z1 a rovněž na ČT24. Následně odešel do televize Prima, kde byl v letech 2012–2016 politickým reportérem. V roce 2015 zde také dočasně moderoval hlavní zpravodajskou relaci po boku Terezie Kašparovské. V letech 2017–2020 pracoval pro Info.cz, kde moderoval vlastní pořad Štrunc!. Od května do srpna 2020 uváděl na CNN Prima News Hlavní zprávy. Nové díly pořadu Štrunc se tak z Infa.cz rovněž přesunuly na web CNN Prima News. V září 2020 se stal šéfredaktorem této stanice.